# Anna Walch
Anna Walch (* 20. November 1887 in Weiler (Sinsheim); † 17. März 1966 in Karlsruhe) war eine deutsche Politikerin (CDU). 1946 war sie Mitglied in der Verfassunggebenden Landesversammlung Württemberg-Baden.

## Leben
Anna Walch zog nach dem Tod des Vaters zusammen mit ihrer Familie nach Karlsruhe, wo sie die Handelsschule besuchte und eine kaufmännische Lehre absolvierte. 1918 arbeitete sie bereits als Abteilungsleiterin in einem Karlsruher Kaufhaus. Ihr Ehemann fiel im Ersten Weltkrieg, der einzige Sohn im Zweiten.
Während der Weimarer Republik engagierte sie sich in der katholischen Frauenarbeit und in der Sozialfürsorge. Nach 1945 arbeitete sie in der Erholungsfürsorge für Kinder und in der Flüchtlingsfürsorge. Nach der Währungsreform 1948 initiierte sie in Karlsruhe zusammen mit konfessionellen Frauenverbänden und dem Deutschen Roten Kreuz eine Vermittlungsstelle für Notkäufe und Notverkäufe.

## Politische Tätigkeit
Sie trat der CDU bei und wurde 1946 Mitglied der Verfassunggebenden Landesversammlung Württemberg-Baden. Von 1947 bis 1956 gehörte sie dem Karlsruher Gemeinderat an.

## Ehrungen
1956 erhielt sie das Bundesverdienstkreuz am Bande.
In Karlsruhe wurde 1979 das Anna-Walch-Haus – ein Pflegeheim – nach ihr benannt.